# Miconia calycina
Miconia calycina är en tvåhjärtbladig växtart som beskrevs av Célestin Alfred Cogniaux. Miconia calycina ingår i släktet Miconia och familjen Melastomataceae. Inga underarter finns listade i Catalogue of Life.